# Врангель, Михаил Александрович
Михаил Александрович Врангель (1886—1963) — русский и советский архитектор, инженер и художник, главный архитектор Севастополя в 1922—1936 гг.

## Биография

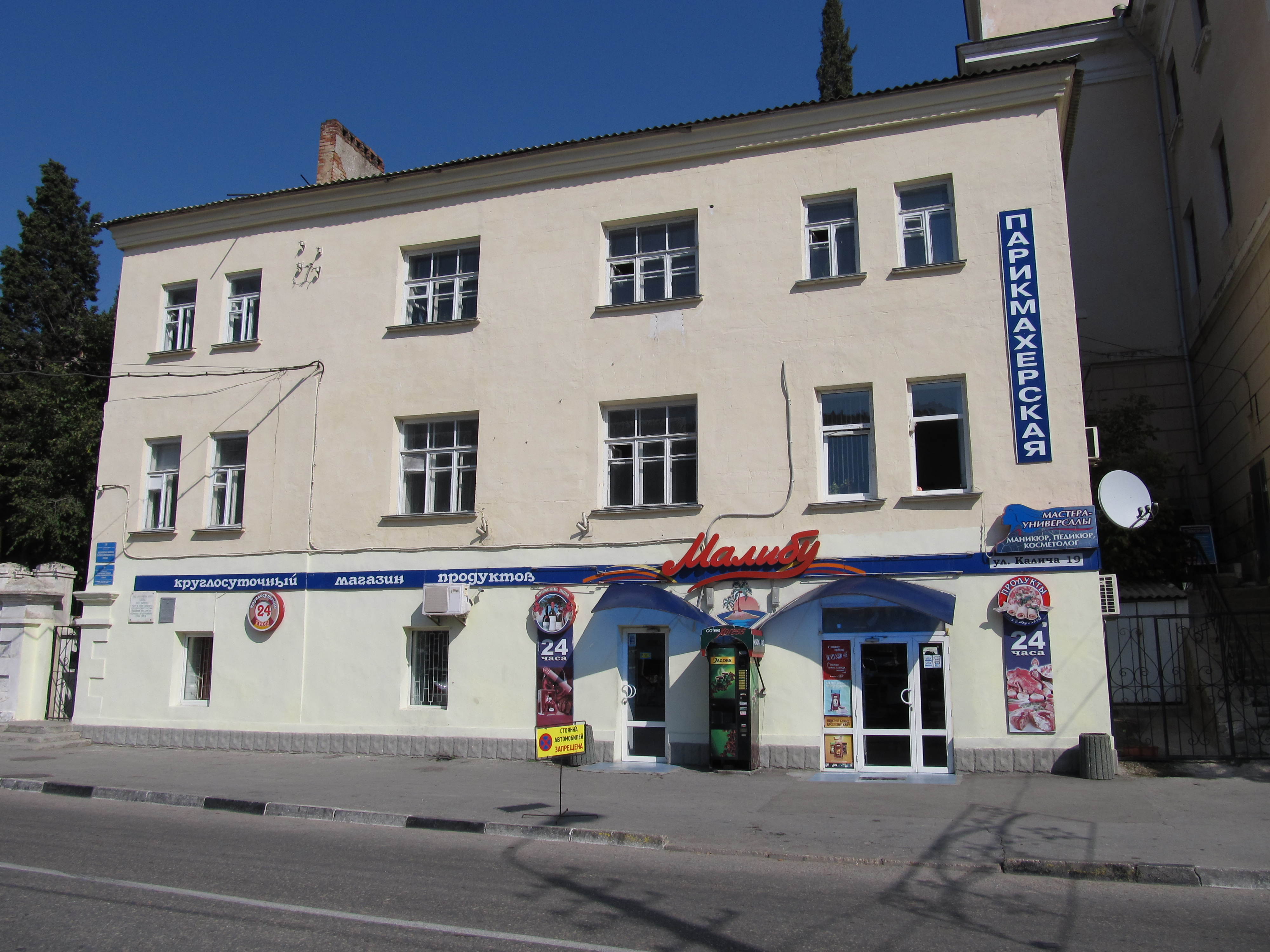
Дом Врангеля в Балаклаве

Родился 20 июня (2 июля) 1886 года на хуторе близ Старобельска Харьковской губернии. Эта ветвь Врангелей не носила баронского и графского титулов. Его отец — Александр Карлович Врангель (1850—1929), был человеком высокообразованным, выпускником гимназии Карла Мая. В 1883 году отец получил имение «Чоргун» в 200 десятин под Балаклавой от композитора П. И. Бларамберга, который был мужем его сестры — Мины Карловны Бларамберг-Черновой (1845—1909), актрисы Малого театра в Москве; был членом Городской думы Севастополя. Отец был лично знаком с В. Г. Короленко, А. П. Чеховым, М. Горьким, В. А. Серовым; умер в Париже 20 марта 1929 года.
Михаил Врангель начальное образование получил в Севастопольском реальном училище. С 1909 по 1913 год работал прорабом в немецкой фирме «Вайс и Фрейтаг», а в 1913—1917 годы возглавлял проектное бюро «К. Бартельс». Одновременно учился и в 1916 году окончил Институт гражданских инженеров в Петрограде, получив звание гражданского инженера. В декабре 1917 года переехал в отцовский дом в Балаклаву (современный адрес — улица Калича, 19; на фасаде дома — табличка: «Дом архитектора М. А. Врангеля. Охранный объект № 147»).
Работал заведующим технической частью городской управы, а когда в ноябре 1920 года в городе была установлена советская власть, был назначен «городским инженером» Балаклавского ревкома. 6 января 1922 года получил, несмотря на то, что его отец был с 1920 года в ссылке, должность городского архитектора Севастополя и до 1938 года проектирование и строительство в городе осуществлялось под руководством Михаила Врангеля. По его инициативе 15 ноября 1924 года была открыта первая междугородняя трамвайная линия Севастополь — Балаклава. После землетрясения 1927 года возглавил восстановительные работы в городе.
Под руководством М. А. Врангеля в 1933—1936 годах осуществлялась разработка первого советского генплана Севастополя и его пригородной зоны; велось строительство городского холодильника «имени III Интернационала» для хранения фруктов и овощей — лучшего на тот момент в СССР по техническому оснащению. Одновременно он преподавал в строительном институте и строительном техникуме Народного комиссариата путей сообщения СССР.

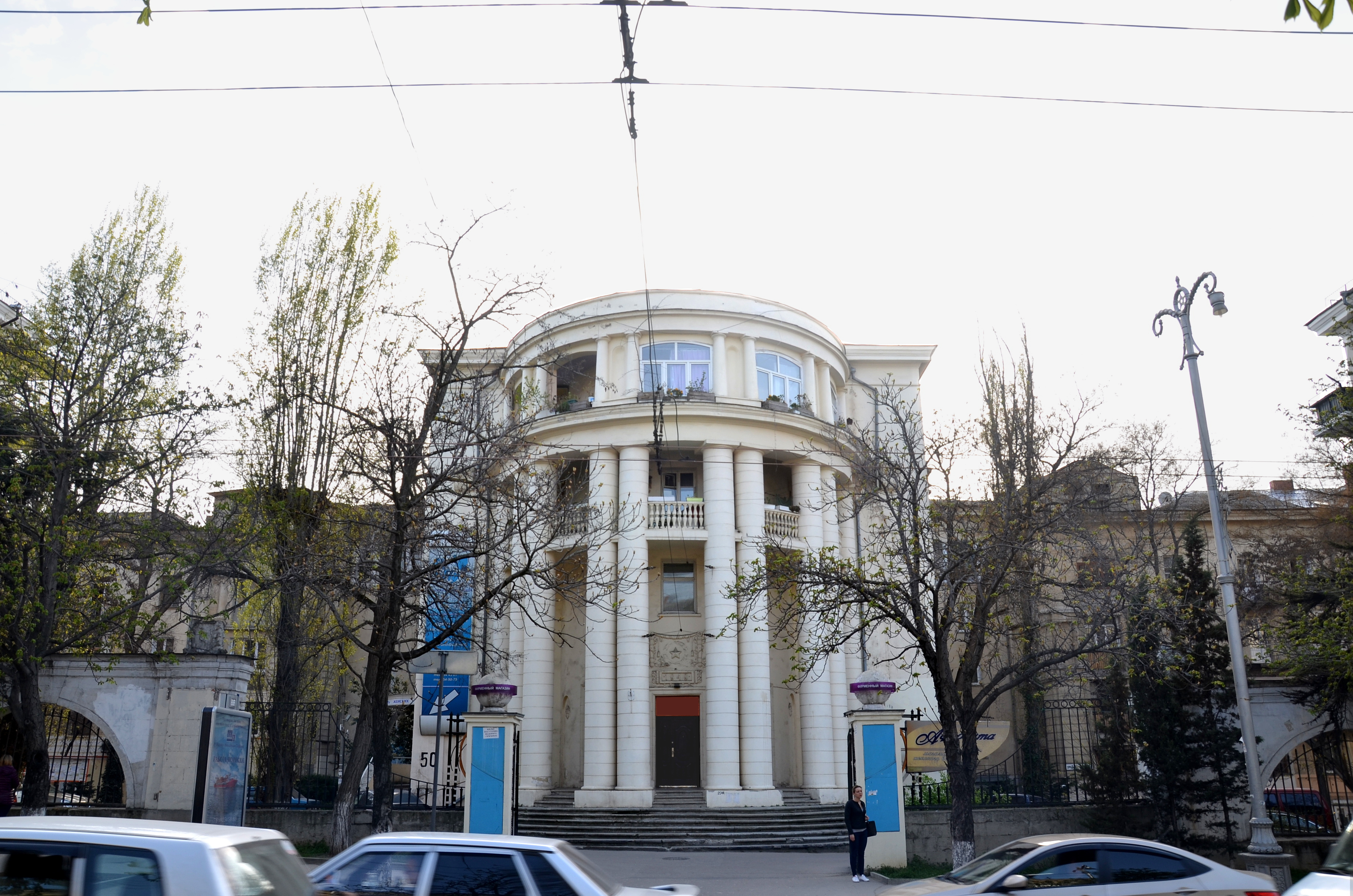
Севастополь, ул. Б.Морская, 50 — здание, построенное на месте одного из домов Жилкомбината в 1950—1951 гг.

В 1931—1933 гг. по проекту М. А. Врангеля был построен жилой квартал, т. н. «жилой комбинат», для семей рабочих Севастопольского морского завода. Жилкомбинат располагался между улицами Большая Морская, Адмирала Октябрьского, Очаковцев и Шмидта. В годы Великой Отечественной войны все здания, расположенные на территории квартала жилкомбината, были разрушены. В 1946—1947 гг. архитекторы Ленинградского отделения Всесоюзного треста «Горстройпроект» А. С. Уразов и А. М. Хабенский по заказу Севастопольского морского завода им. С. Орджоникидзе разработали проект «восстановления Жилкомбината № 1 завода № 497 в г. Севастополе по ул. Б. Морская № 50/60». Изначально было принято условие, что «планировка кварталов в значительной своей части предопределена существующей, подлежащей восстановлению, застройкой».
Учитывая заслуги инженера и архитектора в благоустройстве города, в январе 1935 года Михаил Александрович был избран уполномоченным Севастопольского отдела Союза советских архитекторов.
В ноябре 1920 года, родину покинули родной брат Михаила Николай, двоюродные братья Кирилл и Константин, сёстры. После окончания четырёхлетней ссылки, в 1924 году уехал из России в Париж его отец. 21 мая 1938 года Михаил Врангель был взят под арест (вскоре была арестована и его жена, Елена Дмитриевна, но через 7 месяцев, без всяких объяснений освобождена) и отправлен в Симферопольскую тюрьму, а 11 апреля 1940 года за участие в так называемой антисоветской организации М. А. Врангель был осуждён на 8 лет исправительно-трудовых лагерей. Срок он отбывал в Унжлаге; сначала работал на строительстве железной дороги, затем служил в управлении лагеря по специальности. В мае 1946 года освобожден, но в мае 1949 года вновь арестован и направлен в ссылку в поселок Долгий Мост Красноярского края. Только 24 июля 1956 года, после многочисленных ходатайств, Военный Трибунал Одесского Военного округа постановил «дело в отношении Врангеля М. А. отменить за отсутствием состава преступления».
После освобождения, вместе с дочерью Любовью (также архитектор), перебрался в Москву, где и умер 14 июня 1963 года. Похоронен на Востряковском кладбище.

## Семья
Жена — Елена Дмитриевна Старицкая (1891—1956), их дочь Любовь (1914—1994) была архитектором, работала в НИИ жилища при Академии архитектуры СССР.